# Собор Торчелло
Собор Вознесения Девы Марии (Санта-Мария-Ассунта; итал. Basilica di Santa Maria Assunta di Torcello, от (итал. Assunta — «Вознесённая») — романская базилика на острове Торчелло в Венецианской лагуне (территория итальянской провинции Венето). Согласно сохранившейся надписи на одной из стен, заложена экзархом Исааком из Равенны в 639 году. Существующее здание построено в середине IX века и перестроено в начале XI века. Известно редким по полноте и сохранности ансамблем византийских мозаик XI—XII веков. С высокой кампанилы открываются панорамные виды на «мёртвую лагуну». Из святынь сохранились мощи св. Илиодора и череп св. Цецилии.

## Расположение
Базилика — главное сооружение острова Торчелло — хорошо просматривается с соседних островов лагуны, включая Бурано. Расположена недалеко от северного берега острова. В состав храмового ансамбля входят также миниатюрная церковь Санта-Фоска (XII век) и остатки баптистерия, посвященного Иоанну Крестителю. Место уединённое, так как на острове почти не осталось постоянных жителей. На это обращал внимание сто лет назад Павел Муратов:
Подле царственных византийских мозаик, подле сурового столпа кампаниле так тихи там воды, так ароматно сено, собранное с островных лугов, так душисто молодое вино, выжатое из вот этих лоз, прогретых солнцем и надышавшихся морским воздухом. Летние грозы, спустившиеся с Альп, как-то особенно часто проходят над Торчелло, будя эхо его исторических камней и отражая зигзаги молний в потемневшем зеркале его лагуны. И когда умолкает гром и туча уносится к Бурано, чтобы дальше развеяться над Адриатикой, возвращается маленький остров в свой вечный плен тишины и забвения.

## История

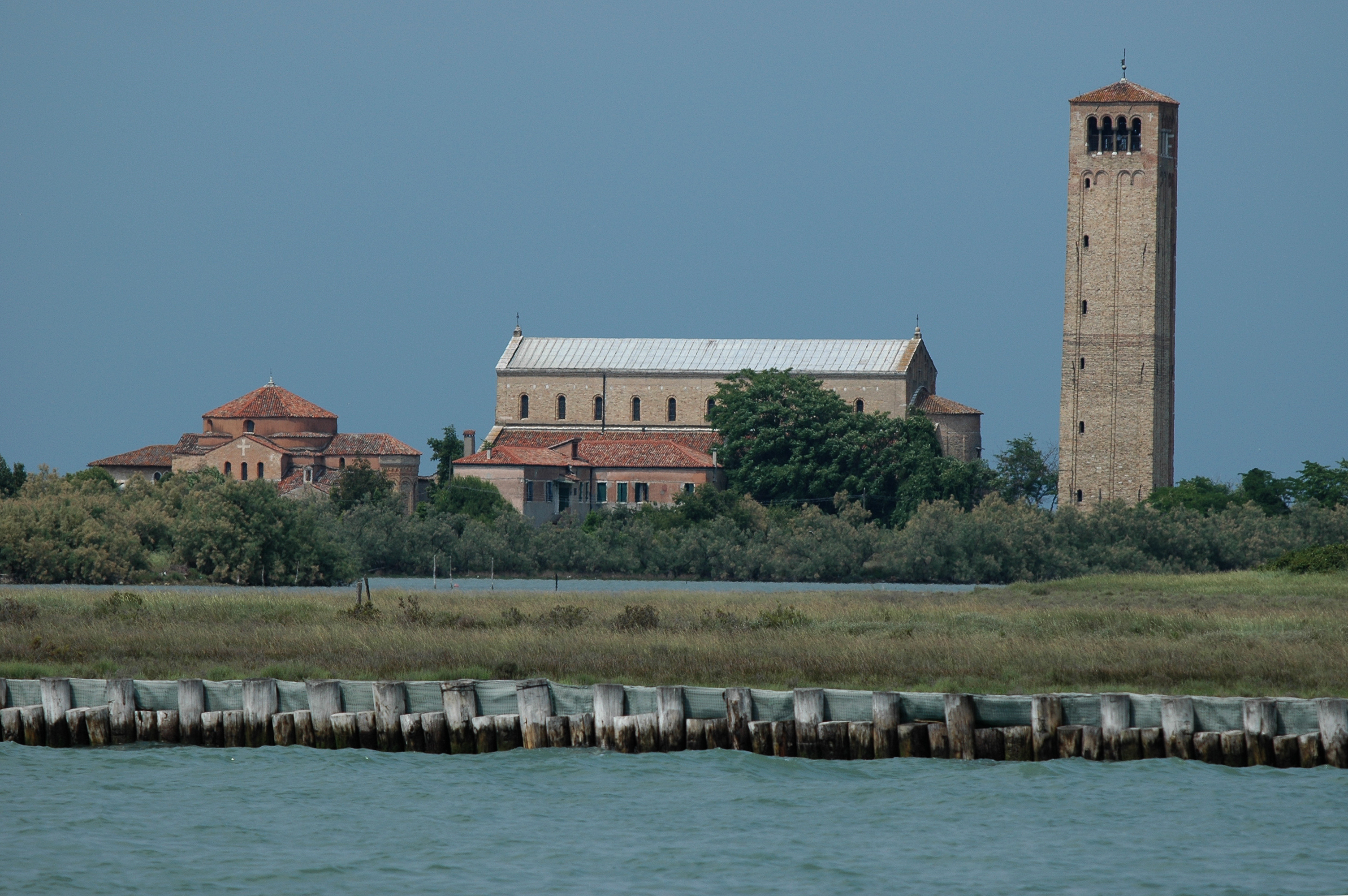
Вид со стороны лагуны

Храм претерпел значительные изменения с момента основания. Строительство сохранившегося здания проходило в две стадии: первая — в 864—867 годах, вторая — в 1008 году при епископе Орсо I Орсеоло, сыне дожа Пьетро II Орсеоло. Церковь в её нынешнем виде была освящена также в 1008 году. Несмотря на протекшие столетия, ни внешний вид, ни внутренняя планировка храма значительно не изменились до наших дней.
До возвышения Венеции Торчелло был богатым и процветающим городом с многотысячным населением, центром епархии. Изначально мало кто из островитян причислял себя к постоянным жителям лагуны. Люди бежали от гнилого климата, набегов варваров, а потом вновь возвращались в свои дома на материке, пока наконец не поняли, что жизнь в лагуне можно устроить на постоянной основе. В период расцвета число жителей Торчелло достигало 20-ти тысяч, хотя некоторые историки считают это число существенно завышенным. Жители выпаривали из вод лагуны соль и поставляли её в Византию.
Постепенное понижение уровня почвы, связанное с этим распространение малярии, периодические вторжения бубонной чумы и конкуренция со стороны южных островов во главе с Венецией привели к исчезновению средневекового города, от которого сохранилось буквально несколько зданий. Заиление северной части лагуны уже в XIV веке привело к прекращению судоходства в этих водах. Когда в 1797 году сюда пришли французские солдаты Наполеона, они насчитали на острове три сотни жителей. Епархия Торчелло просуществовала до 1818 года. После этой даты Санта-Мария-Ассунта перестала числиться собором.

## Архитектура и мозаики
В архитектуре храмового ансамбля гармонично переплетаются византийский, венецианский и ранний готический стили, составляющие стиль, который иногда называют византо-венето. Визитной карточкой храма является его фасад с его колоннами, соединенными арками в верхней части. Баптистерий восходит к VII столетию. В целом фасад собора сдержанный и строгий. Высокая колокольня (кампанила) рядом с храмом долгое время служила своеобразным маяком для рыбаков севера лагуны.
Внутреннее убранство собора Санта-Мария-Ассунта сильно отличается от внешнего своей выдержанностью, почти аскетичностью. Светлые оттенки камня создают ощущение воздушности и лёгкости. Примечательны пёстрые наборные полы из резного мрамора в технике «opus sectile». Цвет потолка и стен визуально увеличивает объём собора, создавая атмосферу величия и торжества. Солнечные лучи проникают сквозь округлые окна собора, и падают на мраморный пол, который выполнен из серого камня нежно-розового оттенка. Два ряда мраморных колонн коринфского ордера делят пространство собора на три нефа.
Всемирную известность снискали украшающие базилику мозаики византийской школы. Конха апсиды украшена мозаикой с образом стоящей фигуры Марии с Младенцем как Одигитрии (Путеводительницы) на сияющем золотом фоне, который эффектно оттеняет фигуру Богоматери, одетую в тёмные ризы (середина XI века). Подобные мозаики украшали многие византийские храмы, но до нашего времени они почти не сохранилось. На противоположной стене храма — мозаика с изображением Страшного Суда (датируется XII веком). Она примечательна уникальной иконографией: пространство делится по вертикали на иерархические зоны: от сцены «Сошествие во ад» (в западноевропейской иконографии: в лимб) до изображения ада в нижней части композиции

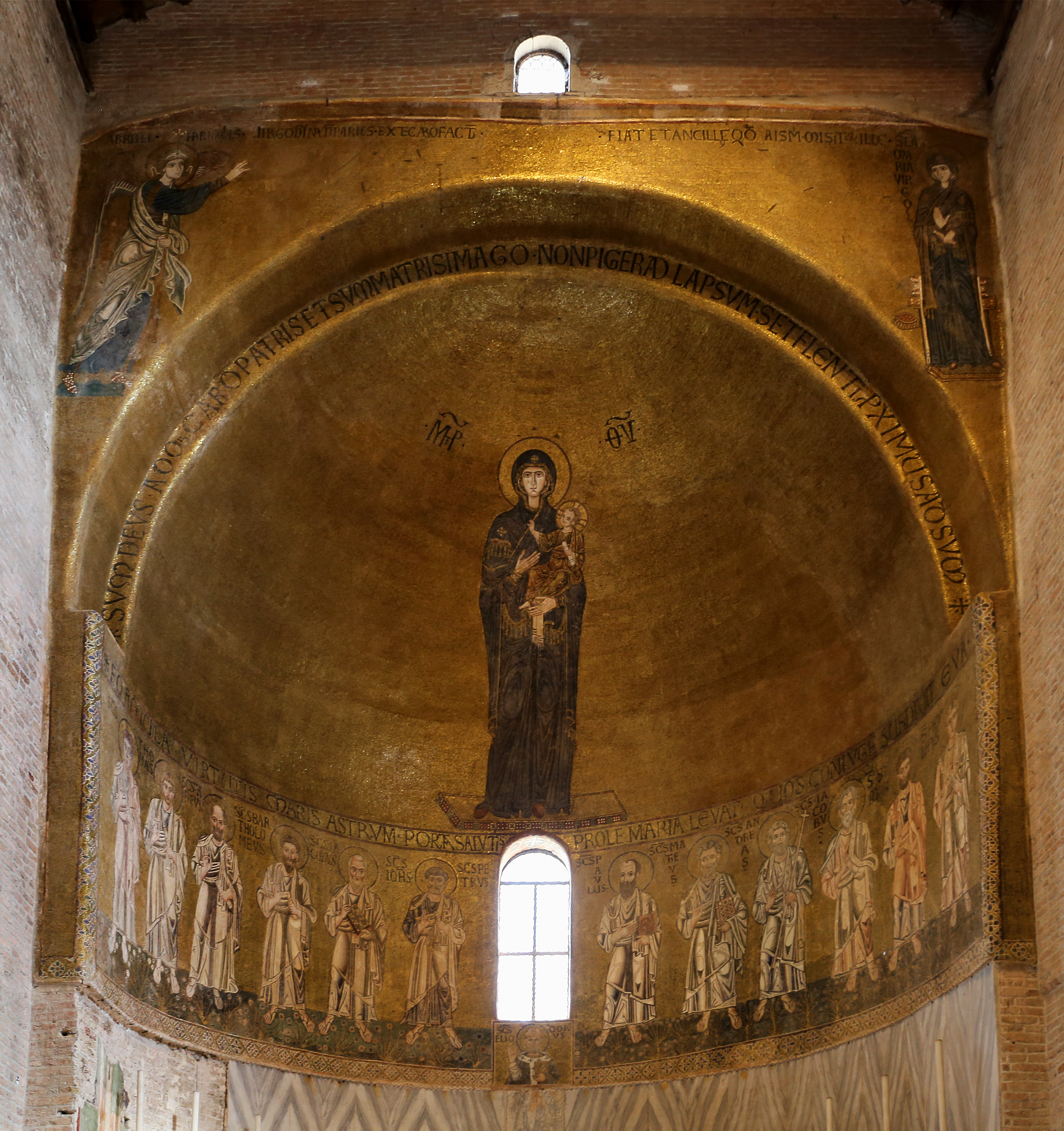
Апсида главного нефа
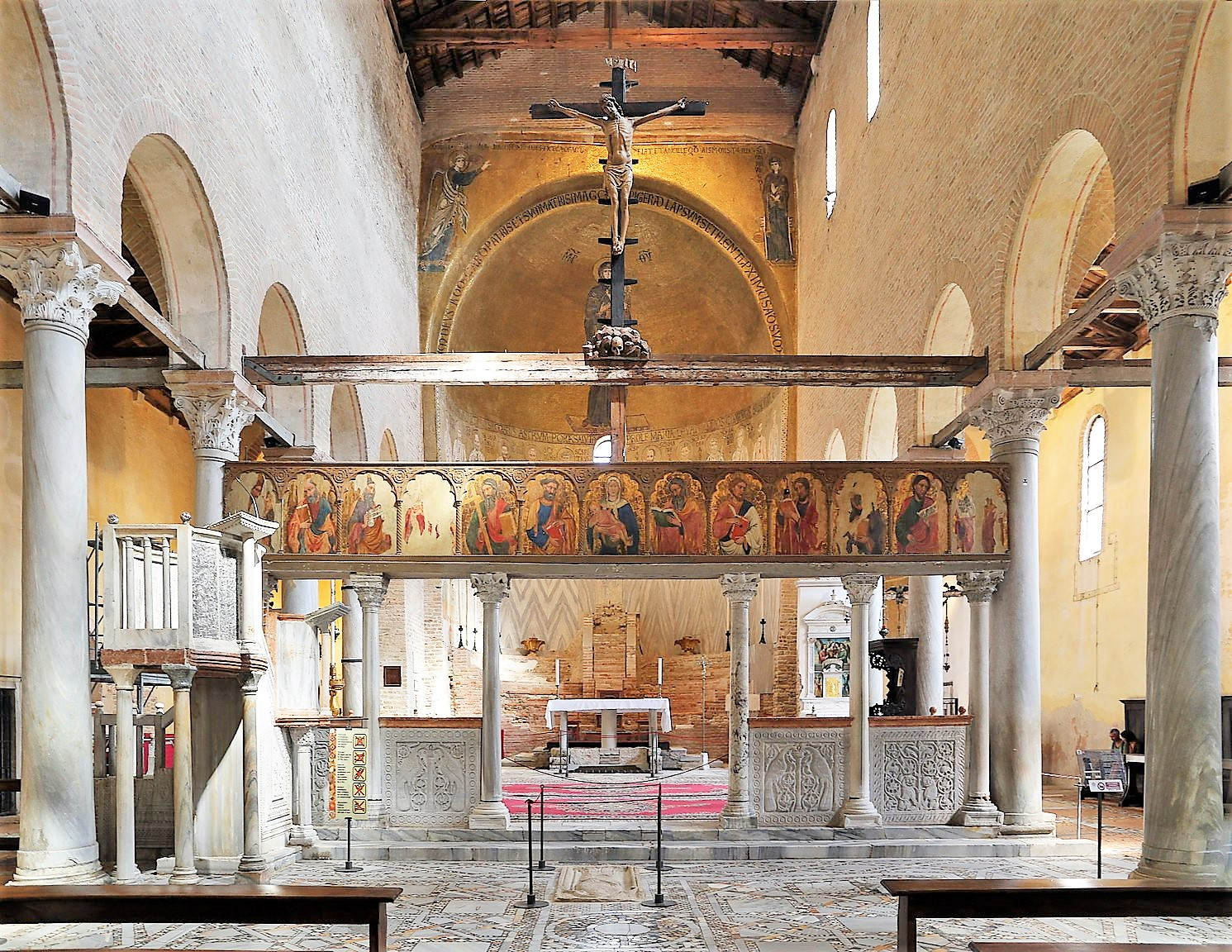
Темплон
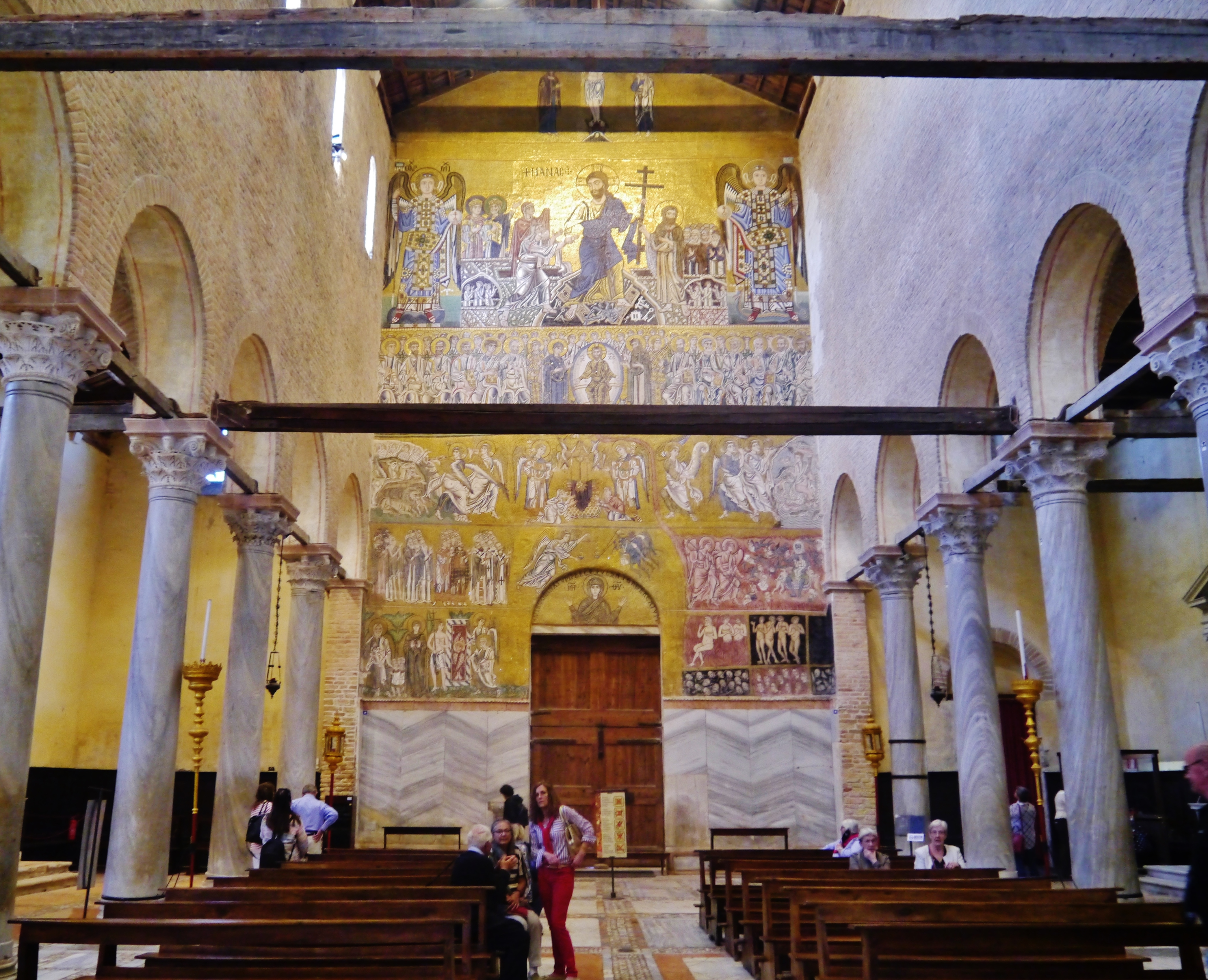
«Страшный суд» на западной стене храма
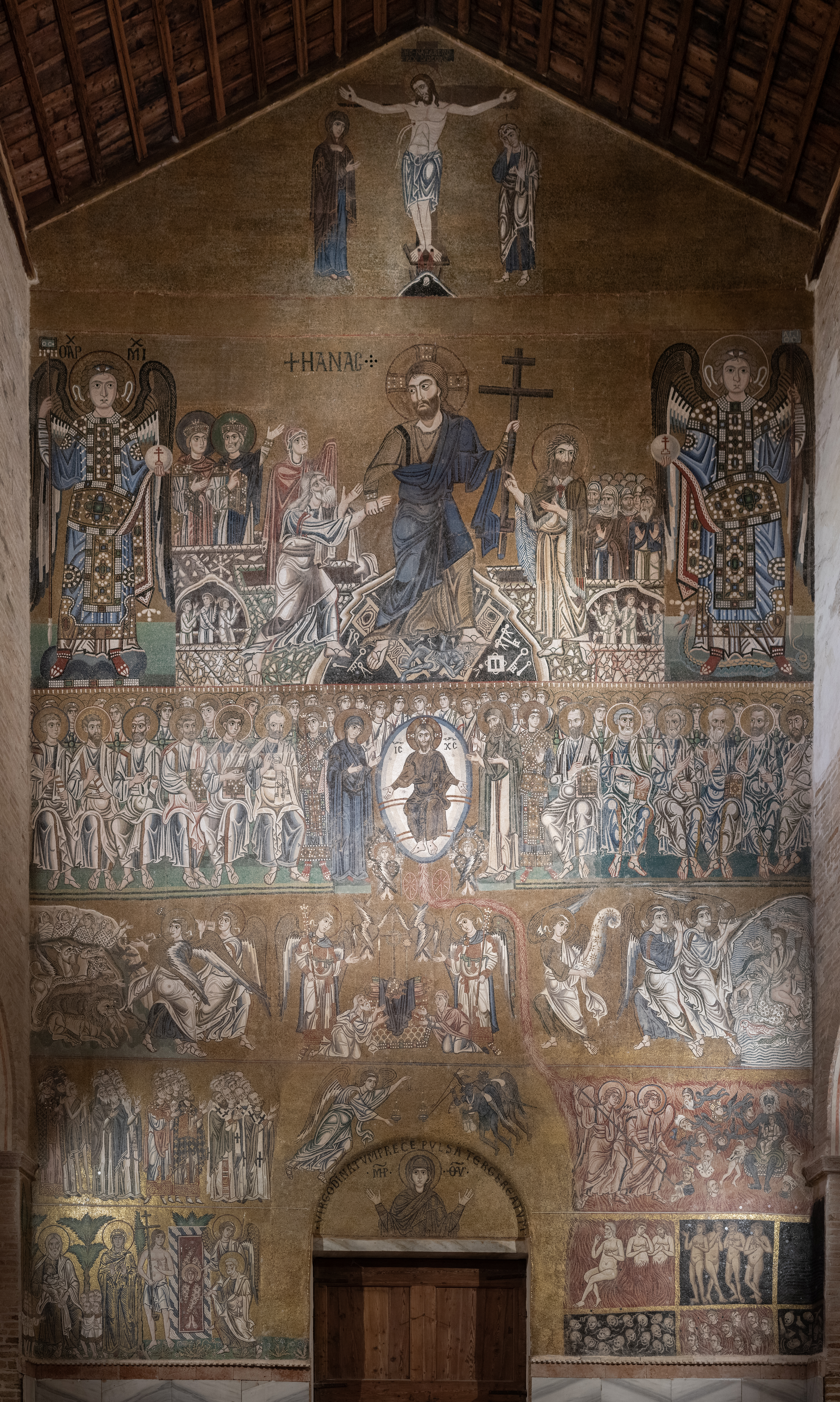
«Страшный суд»
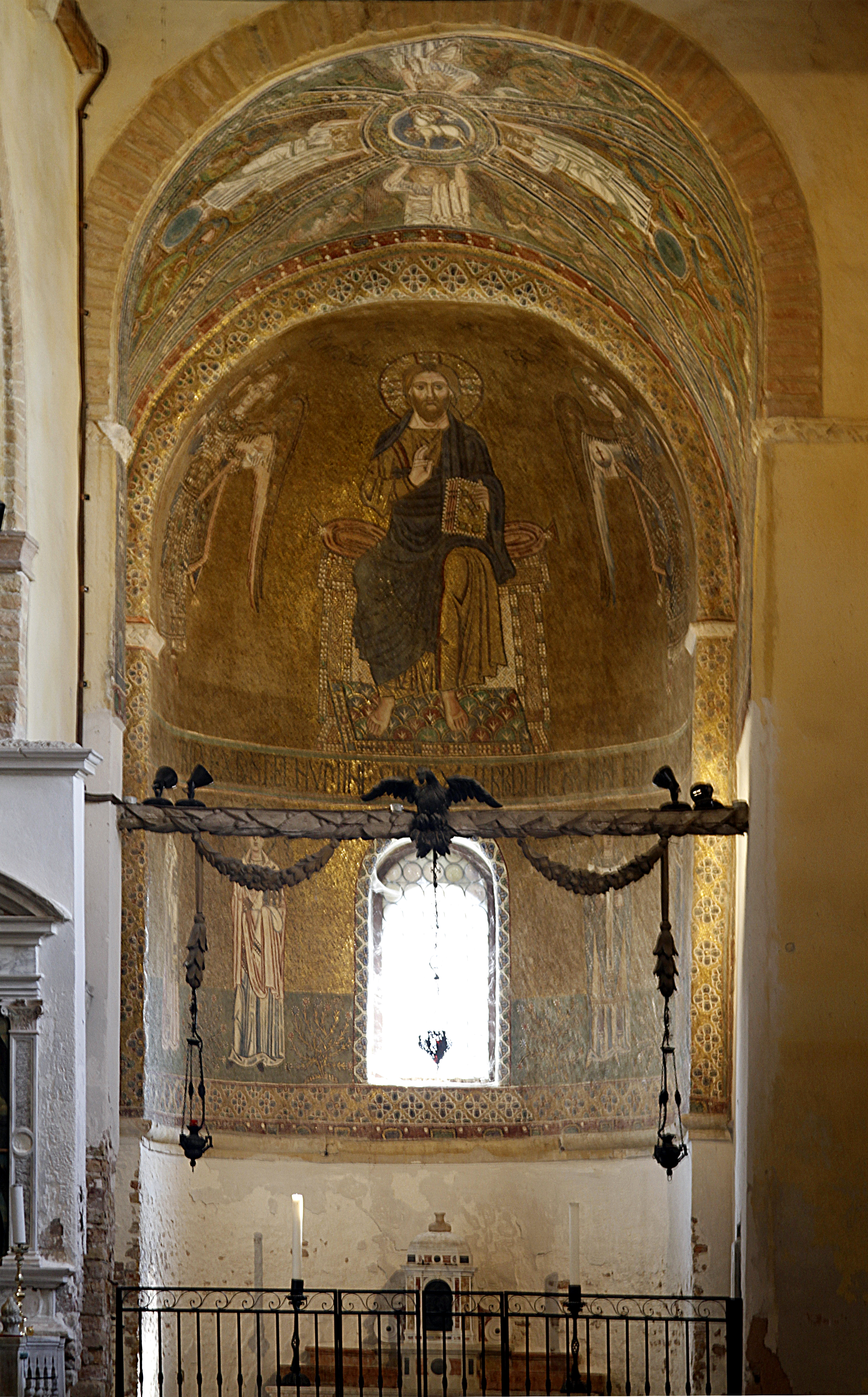
Апсида бокового нефа
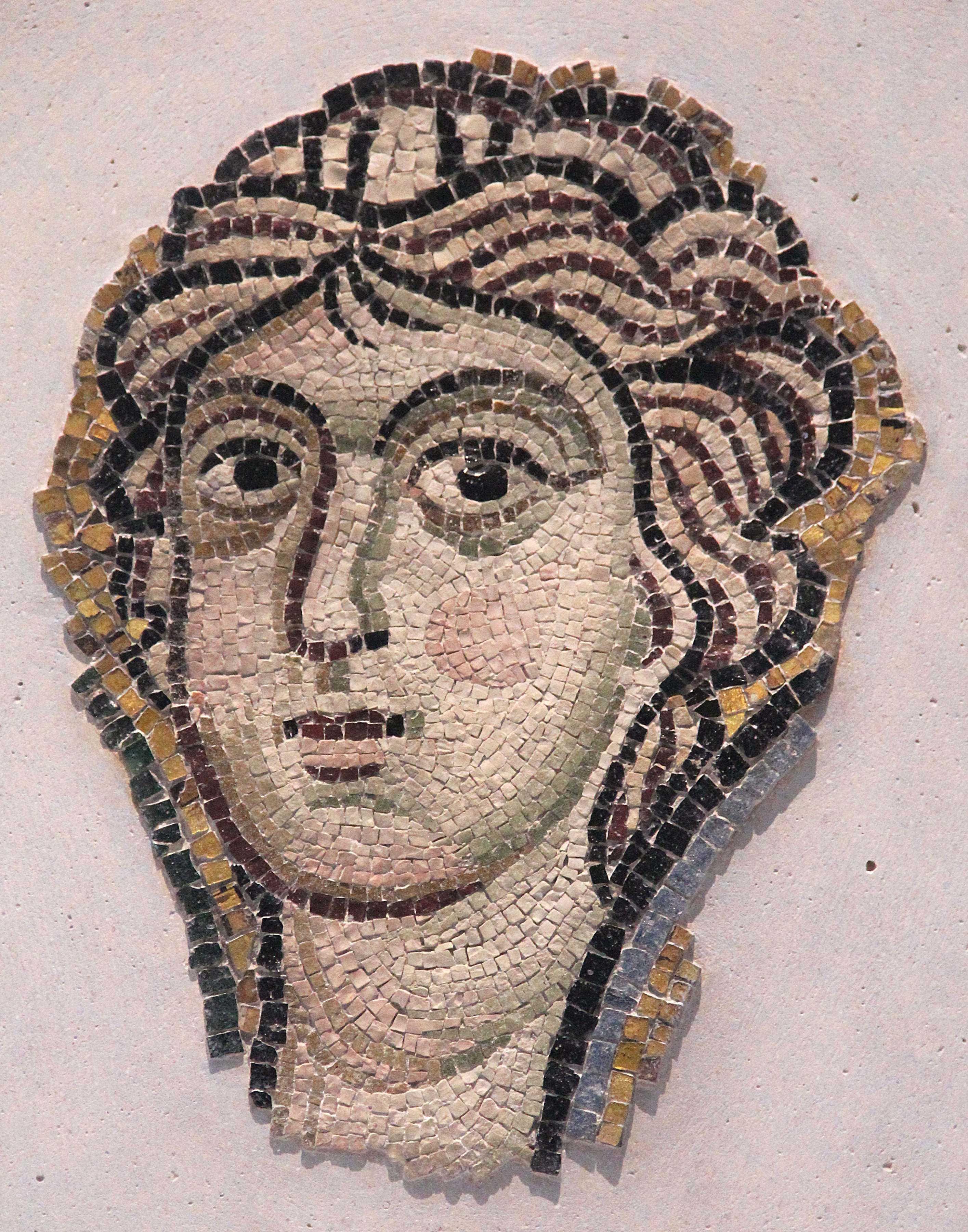
Фрагмент мозаики с изображением головы ангела